# Tony Succar
Antonio Guillermo "Tony" Succar (Lima, 18 de maio de 1986) é um percussionista, compositor, arranjador, líder de banda e produtor peruano-estadunidense. Em 2019, ele foi indicado ao Grammy Latino em quatro categorias, vencendo os prêmios de Melhor Álbum de Salsa e como Produtor do Ano.

## Discografia

### Álbuns de estúdio
- 2007: El color del tambor
- 2019: Más de mí
- 2020: Mestizo
- 2020: Raíces Jazz Orchestra

### Álbuns de compilação
- 2010: Live at the Wertheim Performing Arts Center CD/DVD
- 2012: De one (Live Sessions), vol. 1
- 2015: Unity: The Latin Tribute to Michael Jackson
- 2016: Unity: The Latin Tribute to Michael Jackson (Live Concer Special)
- 2021: Live in Peru
- 2023: Mimy y Tony